# Windpark Hollandse Kust West
Windpark Hollandse Kust West is een gepland windmolenpark 52 km uit de kust van Noord-Holland. Het park bestaat uit drie kavels waar elk 700 MW aan windturbines komen te staan. Er komen twee aansluitingen van het windpark op het hoogspanningsnet, dat wordt verzorgd door netbeheerder TenneT. Het wordt het derde Nederlandse offshorewindpark dat zonder subsidie wordt aangelegd, na Windpark Hollandse Kust Zuid en Windpark Hollandse Kust Noord. 
Door marktpartijen kon er van 14 april 2022 tot en met 12 mei 2022 bij de Rijksdienst voor Ondernemend Nederland (RVO) een vergunningsaanvraag worden gedaan. Ecowende, een samenwerkingsverband tussen Shell en Eneco, verwierf de noordelijke kavel VI. Kavel VII werd gewonnen door OranjeWind Power II, een dochterbedrijf van RWE. 
Eerst was er sprake van twee kavels in het offshore windpark. In 2022 volgde een Kamerbrief over een aanvulling op de Routekaart Wind op Zee en werd er een derde kavel toegevoegd. Kavel VIII heeft tevens ruimte voor 0,7 GW aan vermogen. Daardoor groeide het totale vermogen van windpark Hollandse Kust West naar 2,1 GW. In 2026 of 2027 wordt een tender voor deze kavel uitgeschreven. 